# Гарвер, Митч
Митчелл Лин Гарвер (англ. Mitchell Lyn Garver, 15 января 1991, Альбукерке) — американский бейсболист, выступающий на позиции кэтчера. Играл за команды МЛБ «Миннесота Твинс» и «Техас Рейнджерс».

## Карьера
Играл в бейсбол за команды старшей школы Ла Куэва в Альбукерке и Университета Нью-Мексико. В 2013 году был выбран в 9-м раунде драфта «Миннесотой». Профессиональную карьеру начал в составе «Элизабеттон Твинс». Затем два сезона играл за «Сидар-Рапидс Керналс» и «Форт-Майерс Миракл». С ноября 2016 года входит в расширенный состав «Миннесоты Твинс».